# Jonathan Caicedo
Jonathan Kléver Caicedo Cepeda (Santa Martha de Cuba, Carchi, 28 de abril de 1993) é um ciclista profissional de rota equatoriano. Actualmente corre para a equipa estadounidense EF Pro Cycling de categoria UCI WorldTeam.

## Biografia
Iniciou a sua carreira aos 15 anos com a equipa amadora Panavial-Coraje Carchense (hoje Coraje Carchense), mas foi aos 20 que começou a correr como profissional, tempo no que também participou com Richard Carapaz como parte da equipa sub 23.
Em 2015 correu em solo cafeteiro para a equipa profissional Strongman-Campagnolo, onde durante a primeira etapa da Volta da Juventude da Colômbia superou a futuros grandes do ciclismo mundial como Fernando Gaviria.
A sua descolagem internacional iniciou em 2018, quando teve destacadas participações em concorrências europeias como a Volta às Astúrias em onde atingiu o segundo posto na classificação geral superado pela sua conterrâneo Richard Carapaz. Em agosto converteu-se no primeiro equatoriano e quinto estrangeiro em ganhar a Volta à Colômbia.

## Palmarés
2015
- Clássica da Polícia, Equador, mais 1 etapa
  - 1 etapa da Volta da Juventude da Colômbia
- Campeonato do Equador Contrarrelógio  
  - 3.º no Campeonato do Equador em Estrada
- Clássica Cidade de Soacha (Luis Carlos Galã Sarmiento), Colômbia, mais 1 etapa

2016
- Campeonato Pan-Americano em Estrada
- Clássica Cidade de Soacha (Luis Carlos Galã Sarmiento), Colômbia, mais 2 etapas
- Clássica Hector Chiles, Equador
- Tour A Liberdade, Peru, mais 2 etapas
  - 1 etapa da Volta à Costa Rica

2017
- Volta Binacional a Equador, mais 1 etapa
  - 1 etapa da Volta a Nariño, Colômbia
  - 1 etapa do Clássico RCN

2018
- Volta à Colômbia
  - 1 etapa da Volta ao Equador

- 2019
- Campeonato do Equador Contrarrelógio  [6]
- Campeonato do Equador em Estrada

## Resultados nas Grandes Voltas e Campeonatos do Mundo
| Carreira           | 2016 | 2017 | 2018 | 2019  |
| ------------------ | ---- | ---- | ---- | ----- |
| Giro d'Italia      | -    | -    | -    | 108.º |
| Tour de France     | -    | -    | -    | -     |
| Volta a Espanha    | -    | -    | -    | -     |
| Mundial em Estrada | -    | -    | -    | Ab.   |

-: não participa 

Ab.: abandono 

## Equipas
- Movistar Team Equador (2014)
- Strongman Campagnolo Wilier (2016)
- Bicicletas Strongman (2017)
- Team Medellín (2018)
- EF Edcuation First (2019-)
  - EF Education First Pro Cycling Team (2019)
  - EF Pro Cycling (2020)